# Mark Macken

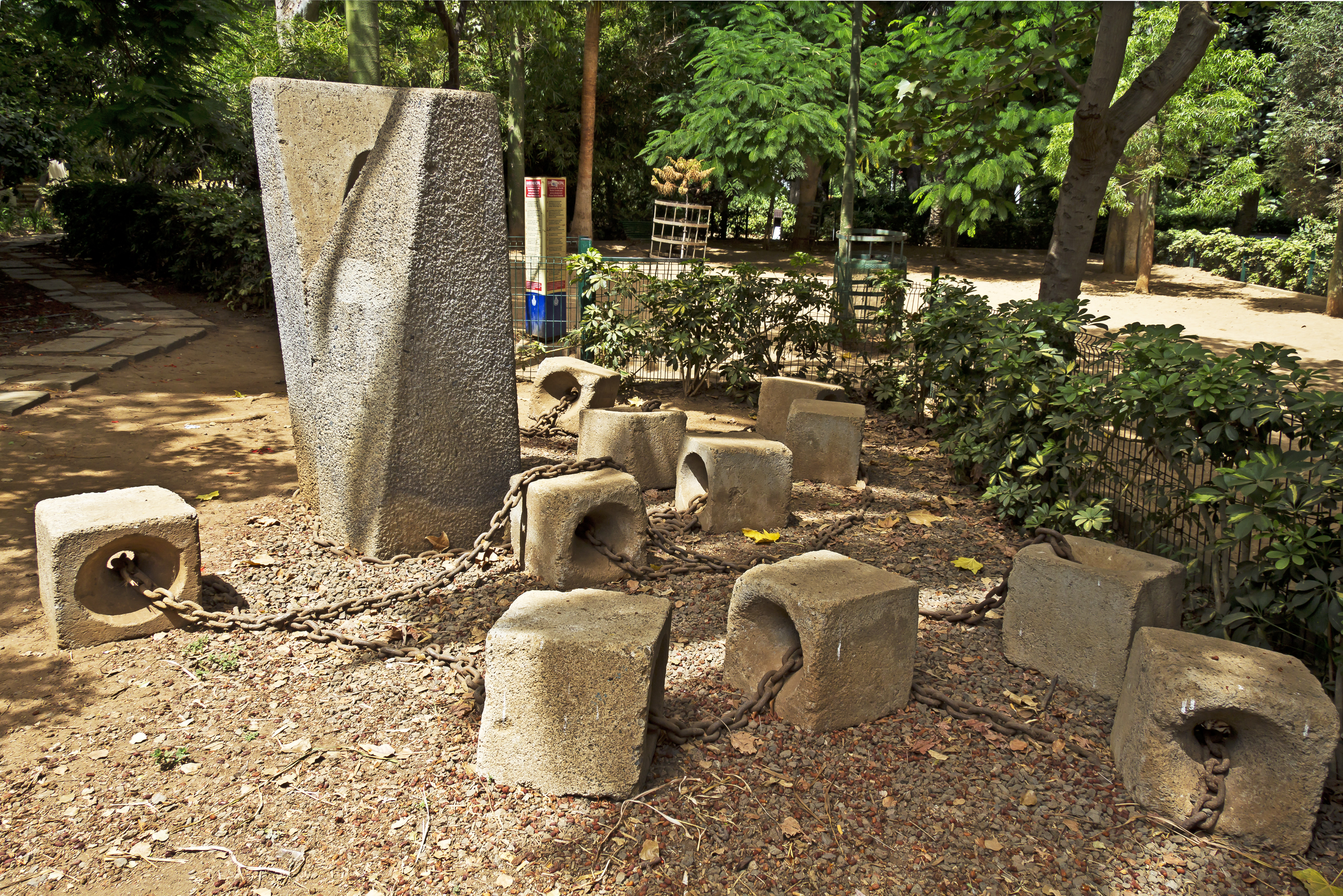
Solidaridad (1973), de la I Exposición Internacional de Escultura en la Calle de Santa Cruz de Tenerife.

Mark (Marcel) Macken (Diest, 19 de septiembre de 1913 - Amberes, 21 de octubre de 1977) fue un escultor flamenco-belga.

## Biografía
Mark Macken comenzó a trabajar en el negocio de muebles de su padre, formándose en una academia de Lovaina. En 1934 superó con éxito la prueba de acceso a la Real Academia de Bellas Artes de Amberes. En 1937 se graduó como profesor de arte. Allí coincidiría con artistas como Jan Cox, Godderis Jack, René De Coninck, Leo Van Paemel y Mendelson Mark.
El 28 de mayo de 1941 es nombrado profesor de artes decorativas de la Real Academia de Bellas Artes por el pleno del ayuntamiento de Dendermonde. Trabaja también como profesor de dibujo en la Escuela Estatal Secundaria de Dendermonde.
El 19 de mayo de 1943, Macken es capturado por el Gobierno Nazi. Entre 1943 y 1945 permanece en Alemania como preso político.
En diciembre de 1946 vuelve a ser nombrado profesor de la Academia de Bellas Artes de Amberes, de la que fue su director desde 1962 hasta su muerte en 1977. Su tumba, diseñada por su pupilo Marcel Mazy, se encuentra en el Cementerio Schoonselhof de Amberes, con una escultura de Macken.

## Obra
Macken evolucionó de una obra figurativa de líneas estilizadas a otra más abstracta. Realizó las tumbas del artista Isidore Opsomer, el escritor Roger van de Velde y Carlo Buysaert en el Cementerio Schoonselhof de Amberes. Es autor también de la escultura De Veerman (El barquero) (1955) en el embarcadero de Sint-Amands, y el monumento al poeta y sacerdote Jozef De Voght en Retie, ambas localizaciones en la provincia de Amberes. Su obra April (1957) se encuentra en el Museo Middelheim de escultura al aire libre. En 1973 participa con la obra Solidaridad en la I Exposición Internacional de Escultura en la Calle de Santa Cruz de Tenerife, a donde llevaría para exhibir en el evento otras tres obras del Middelheim.

## Premios
- 1933: Gran Premio de la Real Academia de Bellas Artes, Amberes
- 1936: Premio Van Lerius
- 1937: Premio De Keyzer
- 1938: Premio de Roma, concedido por el Gobierno belga en escultura.